# Kvadrat binoma
Kvadrat binoma je jednak zbiru kvadrata oba člana tog binoma i njihovog dvostrukog proizvoda:
{\displaystyle (A+B)^{2}=A^{2}+2AB+B^{2}}
Naime, imamo da je:
{\displaystyle (A+B)^{2}} = {\displaystyle (A+B)\cdot (A+B)}={\displaystyle A\cdot A+A\cdot B+B\cdot A+B\cdot B}={\displaystyle A^{2}+2AB+B^{2}}=
Kvadrat razlike monoma A i B jednak je razlici zbira kvadrata članova tog monoma i dvostrukog proizvoda tih monoma:
{\displaystyle (A-B)^{2}=A^{2}-2AB+B^{2}}
U ovom slučaju, imamo da je:
{\displaystyle (A-B)^{2}} = {\displaystyle (A-B)\cdot (A-B)} ={\displaystyle A\cdot A-A\cdot B-B\cdot A+B\cdot B}= {\displaystyle A^{2}-2AB+B^{2}}
Primer1.
{\displaystyle (2x-5)^{2}}= {\displaystyle (2x)^{2}-2\cdot 2x\cdot 5+5^{2}}= {\displaystyle 4x^{2}-20x+25}
{\displaystyle (3x+5)^{2}}= {\displaystyle (3x)^{2}+2\cdot 3x\cdot 5+5^{2}}= {\displaystyle 9x^{2}+30x+25}
Navedena pravila mogu se koristiti za jednostavno računanje kvadrata brojeva koji su bliski dekadnim jedinicama.
Primer 2.
{\displaystyle 397^{2}}= {\displaystyle (400-3)^{2}}= {\displaystyle 400^{2}-2\cdot 400\cdot 3+3^{2}}= {\displaystyle 160000-2400+9}={\displaystyle 157609}
Može se dati i geometrijska interpretacija formule za kvadrat binoma.
Posmatrajmo kvadrat stranice {\displaystyle a+b}. Površina tog kvadrata je {\displaystyle (a+b)^{2}}. Sa slike vidimo da je površina ovog kvadrata jednaka zbiru površina dva kvadrata i dva jednaka pravougaonika.
Tada je:
- {\displaystyle (a+b)^{2}} površina kvadrata stranice
- {\displaystyle a^{2}} površina kvadrata stranice
- {\displaystyle b^{2}} površina kvadrata stranice
- {\displaystyle a\cdot b} površina pravougaonika stranice a i b